# コンマビロー
コンマビロー（英語: comma below）は、ダイアクリティカルマーク（発音区別符号）の一種で、ラテン文字の下側に付されるコンマをいう。ルーマニア語などで用いられる。下付きコンマ、下コンマとも呼ばれる（「コンマ」を「カンマ」とすることもある）。

## 歴史
セディーユとコンマが同じ記号であるのか違う記号であるかは、歴史的にはあまり問題にならなかった。符号化の国際的な規格としては伝統的にコンマはセディーユと同一視されてきた。たとえば ISO/IEC 6937 (1983年初版) では、ルーマニア語とラトビア語の文字をセディーユとの合成で表しているし、ISO/IEC 8859-2 (1987年初版) はルーマニア語用の文字としてセディーユのついた ş ţ を定義していた。MS-DOS のコードページ 852 や Microsoft Windows のコードページ 1250 も同様であった。Unicode の最初の版でもセディーユのついた文字のみを定義していた。
初めて両者の違いが問題になったのは ISO/IEC 8859-2 の改訂作業中で、1999年の版では、規格はセディーユつきのまま変えないものの、注で「ルーマニアの標準化協会によるとルーマニアで使われているのは下コンマであり、セディーユではない」、「しかしセディーユつきの字は下コンマつきの字の代わりに使ってもよい」と記述された。
Unicode は 1999年の版で下コンマつきの ș ț を追加した。
その後、2001年には ISO/IEC 8859-16 が制定され、こちらにはコンマつきの文字が収録された。
Microsoft Windows は Vista でルーマニア語キーボードによるコンマつきの文字の入力とフォントに対応した。また、2007年にルーマニアがEUに参加するにあたり、XPでもフォントアップデートによって表示できるようにした。
しかし、下コンマつきの文字が表示できない環境もあるため、引き続きセディーユつきの文字が使われ続けている。たとえばルーマニアの標準化協会のサイト自身セディーユつきの文字を使っている。Windows 上で正しく表示されることが保証される Windows Glyph List 4 は 1998年以来改訂されておらず、下コンマつきの文字は含まれていない。
ルーマニア語版 Wikipedia では2010年にコンマつき S / T に一括置換された。
ラトビア語に関しては、「見た目はコンマだが、文字名称や文字分割の上ではセディーユ」という状態が現在も続いている。しかしマーシャル語では L と N にセディーユをつけた字を使っており、これがコンマとして表現されると問題を生じることが指摘されている。

## 各言語における用法
ルーマニア語
ヴィルグラ・デデスブト（virgulă dedesubt）という。ș, ț が用いられ、それぞれ /ʃ/ と /ts/ を表す。
ラトビア語、ラトガリア語
ģ, ķ, ļ, ņ（かつては ŗ も用いられた）は、Unicode の文字名称の上ではセディーユとして扱われているが、文字の形としては下つきのコンマ(小文字の ģ は上つきのコンマ)のように表示されることが多い。
リヴォニア語
ḑ, ļ, ņ, ŗ, ţ は、ラトビア語と同様コンマのように表示されることが多いが、Unicode ではセディーユとして扱われている。

## 符号位置
| 記号 | Unicode | JIS X 0213 | 文字参照       | 名称                  | 備考                                               |
| ---- | ------- | ---------- | -------------- | --------------------- | -------------------------------------------------- |
| ̦     | U+0326  | -          | &#x326; &#806; | COMBINING COMMA BELOW | ルーマニア語、ラトビア語、リヴォニア語で用いられる |

| 大文字 | Unicode | JIS X 0213 | 文字参照       | 小文字 | Unicode | JIS X 0213 | 文字参照       | 備考         |
| ------ | ------- | ---------- | -------------- | ------ | ------- | ---------- | -------------- | ------------ |
| Ș      | U+0218  | 1-10-7     | &#x218; &#536; | ș      | U+0219  | 1-10-19    | &#x219; &#537; | ルーマニア語 |
| Ț      | U+021A  | 1-10-39    | &#x21A; &#538; | ț      | U+021B  | 1-10-55    | &#x21B; &#539; | ルーマニア語 |